# 夏天的朋友/滿滿的回憶
《夏天的朋友/滿滿的回憶》（日语：夏の友達/思い出がいっぱい）是日本女子偶像組合CoCo的第3張單曲。1990年5月17日由Pony Canyon發行。此外這裡也記述聲優組合DoCo的翻唱版本。

## 解說
A面歌曲「夏天的朋友」曾於1990年被富士電視台綜藝節目《鶴太郎的騷亂搞笑》當作片尾主題曲使用。至於B面「滿滿的回憶」同年同樣被富士電視台電視動畫《亂馬1/2 熱鬥篇》選為第2代片頭主題曲使用，使用時間從1990年4月27日（第24話）至同年9月21日（第45話）為止。後來，「滿滿的回憶」在OVA版《亂馬1/2》再度被當作片頭主題曲使用，但與電視動畫版不一樣的是，主唱改由同名動畫登場5位主要角色的聲優所組成的聲優組合「DoCo」進行翻唱。

## 收錄歌曲
1. 夏天的朋友 [3:32]
  - 作詞：和泉由香里，作曲：山口美央子（日语：山口美央子），編曲：龜田誠治
  - 富士電視台綜藝節目《鶴太郎的騷亂搞笑（日语：鶴太郎のギャグハラスメント）》片尾主題曲
2. 滿滿的回憶（夏の友達/思い出がいっぱい）[3:53] 
  - 作詞：及川眠子，作曲：岩田雅之（日语：岩田雅之），編曲：有賀啓雄（日语：有賀啓雄）
  - 富士電視台電視動畫《亂馬1/2 熱鬥篇》片頭主題曲

## DoCo翻唱版
《滿滿的回憶》（日语：思い出がいっぱい）是聲優組合DoCo的首張單曲。1991年1月21日由Pony Canyon發行。

### 解說
《滿滿的回憶》是電視動畫《亂馬1/2 熱鬥篇》的片頭主題曲「滿滿的回憶」（CoCo主唱）的翻唱版本。同時收錄《亂馬1/2 熱鬥篇》的片頭主題曲「Little☆Date」（ribbon主唱）作為B面曲，一樣由DoCo翻唱。
該單曲還收錄了與《亂馬1/2》角色的聲優（早乙女亂馬（聲優：山口勝平）、天道茜（聲優：日高範子）、天道靡（聲優：高山南）、天道霞（聲優：井上喜久子））的井戶端雑談之訪談紀錄「咒泉鄉端會議錄」。
此外，B面曲「Little☆Date」的原唱者ribbon這個組合名稱在英文的意思是「緞帶」或「帶子」，因此《亂馬1/2 熱鬥篇》登場角色早乙女亂馬（女生版）的聲優林原惠、天道茜的聲優日高範子及珊璞的聲優佐久間玲共3人以「帶子」的名義翻唱。

### 收錄歌曲
1. 滿滿的回憶（思い出がいっぱい）
  - 作詞：及川眠子，作曲：岩田雅之，編曲：川井憲次
2. Little☆Date
  - 作詞：三浦德子，作曲、編曲：後藤次利，主唱：帶子（早乙女亂馬〈女生版〉（林原惠）、天道茜（日高範子）、珊璞（佐久間玲））
3. 滿滿的回憶 (off vocal)
4. Little☆Date (帶子)
5. 咒泉鄉端會議錄 其7